# Cinacanthus tenerus
Cinacanthus tenerus är en skalbaggsart som beskrevs av Rudolph Petrovitz 1959. Cinacanthus tenerus ingår i släktet Cinacanthus och familjen Aphodiidae. Inga underarter finns listade i Catalogue of Life.